# Антоніс Нікополідіс
Антоніс Нікополідіс (грец. Αντώνης Νικοπολίδης; 14 жовтня 1971; Арта, Греція) —  грецький футболіст, колишній воротар національної збірної Греції.

## Спортивна кар'єра
Антоніс Нікополідіс футбольну кар'єру розпочинав у футбольному клубі Арти «Анагеннісі». Вже влітку 1989 року став грати за «Панатінаїкос». Його дебют відбувся впродовж сезону 1990/1991 в матчі проти нинішнього клубу «Олімпіакос».
Дебют у збірній Греції відбувся 18 серпня 1999 року, проти збірної Сальвадору. У 2002 року Антоніос Нікополідіс допоміг клубу досягти чвертьфіналу Ліги чемпіонів УЄФА («Панатінаїкос» поступився «Барселоні» 2-3 за сумою 2 матчів), але в сезоні 2003/2004 Нікополідіс втратив своє місце в команді, після цього не бажав вести переговори про продовження контракту.
Безпосередньо перед Чемпіонатом Європи 2004 року Нікополідіс і клуб (після чуток про перехід воротаря в «Олімпіакос») переглянули контракт, в який включили пункт про підвищення заробітної платні до 600 000 € щорічно впродовж 3 років. Після Чемпіонату Європи 2004, на якому греки вибороли перемогу, а сам Нікополідіс блискуче себе проявив, заслужено вважається одним з найкращих воротарів Європи. Незважаючи на вичерпаний конфлікт з колишнім клубом, Нікополідіс майже одразу після Чемпіонату Європи перейшов в «Олімпіакос», виступаючи за який додавши до своїх титулів нові.
В червні 2008 року спортсмен оголосив про рішення завершити виступи за національну збірну після Євро 2008. Проте за «Олімпіакос» футболіст продовжує грати, підписавши з керівництвом клубу 2009 року новий контракт тривалістю в один рік. Завершив кар'єру гравця 2011 року у пірейському клубі.
З 2012 року — на тренерській роботі. Залишився в «Олімпіакосі», де до 2015 року був асистентом головного тренера, а в 2013 році деякий час виконував обов'язки головного тренера команди.
2015 року очолив тренерський штаб молодіжної збірної Греції.

## Досягнення
На клубному рівні
- Чемпіон Греції: 1990, 1991, 1995, 1996, 2004, 2005, 2006, 2007, 2008, 2009, 2011
- Володар Кубку Греції: 1991, 1992, 1993, 1994, 1995, 2004, 2005, 2006, 2008, 2009
- Володар Суперкубка Греції: 1993, 1994, 2007
- Чвертьфіналіст Ліги чемпіонів УЄФА: 2002

На рівні збірної
- Чемпіон Європи: 2004